# Acacia citrinoviridis
Acacia citrinoviridis là một loài thực vật có hoa trong họ Đậu. Loài này được Tindale & Maslin miêu tả khoa học đầu tiên.